# Amy Smart
Amy Lysle Smart (Topanga Canyon, 26 marzo 1976) è un'attrice ed ex modella statunitense.

## Biografia
Ha studiato danza (balletto, hip hop e Jazz) per dieci anni, oltre all’avere esperienze come modella a Milano.
Si fa notare a inizio carriera di attrice nei film per giovani Varsity Blues (1999) e L'occasione per cambiare (1999). Partecipa poi, come protagonista, ai due film comici Road Trip (2000) e Rat Race (2001), entrambi in compagnia di Breckin Meyer. Nel 2002 ricopre un ruolo di rilievo in Interstate 60. Nel 2004 partecipa come co-protagonista al film The Butterfly Effect e successivamente interpreta Eve in Crank (2006) e Crank: High Voltage (2009). In televisione è la "B.S.C. - Bella Sposina del Coma" della seconda stagione della serie televisiva Scrubs - Medici ai primi ferri, e interpreta un ruolo ricorrente nella serie Felicity.

## Vita privata
Si è sposata nel 2011 con Carter Oosterhouse, conduttore televisivo e modello.

## Filmografia parziale

### Cinema
- A&P, regia di Bruce Schwartz (1996)
- Campfire Tales - Racconti del terrore (Campfire Tales), regia di Matt Cooper, Martin Kunert e David Semel (1997)
- High Voltage, regia di Isaac Florentine (1997)
- L'ultima volta che mi sono suicidato (The Last Time I Committed Suicide), regia di Stephen Kay (1997)
- Starship Troopers - Fanteria dello spazio (Starship Troopers), regia di Paul Verhoeven (1997)
- How to Make the Cruelest Month, regia di Kip Koenig (1998)
- Strangeland, regia di John Pieplow (1998)
- Circles, regia di Adam Kreutner (1998)
- Starstruck, regia di John Enbom (1998)
- L'occasione per cambiare (Outside Providence), regia di Michael Corrente (1999)
- Varsity Blues, regia di Brian Robbins (1999)
- Road Trip, regia di Todd Phillips (2000)
- Rat Race, regia di Jerry Zucker (2001)
- Scotland, PA, regia di Billy Morrissette (2001)
- Interstate 60 (Interstate 60: Episodes of the Road), regia di Bob Gale (2002)
- Barely Legal - Doposcuola a luci rosse (National Lampoon's Barely Legal), regia di David Mickey Evans (2003)
- La battaglia di Shaker Heights (The Battle of Shaker Heights), regia di Efram Potelle e Kyle Rankin (2003)
- Blind Horizon - Attacco al potere (Blind Horizon), regia di Michael Haussman (2003)
- Starsky & Hutch, regia di Todd Phillips (2004)
- The Butterfly Effect, regia di Eric Bress e J. Mackye Gruber (2004)
- Appuntamento da sogno! (Win a Date with Tad Hamilton), regia di Robert Luketic (2004)
- Willowbee (2004) - Corto
- Just Friends (Solo amici) (Just Friends), regia di Roger Kumble (2005)
- Più grande del cielo (Bigger Than the Sky), regia di Al Corley (2005)
- Non dire sì - L'amore sta per sorprenderti (The Best Man), regia di Stefan Schwartz (2005)
- Crank, regia di Mark Neveldine e Brian Taylor (2006)
- La forza del campione (Peaceful Warrior), regia di Victor Salva (2006)
- Life in Flight, regia di Tracey Hecht (2008)
- Riflessi di paura (Mirrors), regia di Alexandre Aja (2008)
- Seventh Moon, regia di Eduardo Sánchez (2008)
- Crank: High Voltage, regia di Mark Neveldine e Brian Taylor (2009)
- Love N' Dancing, regia di Robert Iscove (2009)
- Dead Awake (2010)
- The Reunion, regia di Michael Pavone (2011)
- House of the Rising Sun, regia di Brian A. Miller (2011)
- Bad Girls, regia di John Dahl (2012)
- Columbus Circle, regia di George Gallo (2012)
- Zoey to the Max, regia di Jim Valdez (2013)
- Volo 7500 (Flight 7500), regia di Takashi Shimizu (2014)
- Affari di famiglia (Bad Country), regia di Chris Brinker (2014)
- Il club delle madri single (Single Moms Club), regia di Tyler Perry (2014)
- 13 minuti (13 Minutes), regia di Lindsay Gossling (2021)

### Televisione
- Seduced by Madness: The Diane Borchardt Story, regia di John Patterson - miniserie TV (1996)
- Her Costly Affair, regia di John Patterson - film TV (1996)
- Brookfield, regia di Arvin Brown - film TV (1999)
- The '70s, regia di Peter Werner - film TV (2000)
- Felicity - serie TV, 16 episodi (1999-2001)
- Smith - serie TV, 7 episodi (2006-2007)
- The Meant to Be's - film TV (2008)
- Scrubs - Medici ai primi ferri (Scrubs) - serie TV, 6 episodi (2003-2009)
- See Kate Run, regia di Dean Parisot - film TV (2009)
- Shameless - serie TV, 6 episodi (2011-2012)
- 12 volte Natale (12 Dates of Christmas), regia di James Hayman – film TV (2011)
- Men at Work - serie TV, 3 episodi (2012)
- Angie Tribeca - serie TV, 1 episodio (2016)
- Law & Order - Unità vittime speciali (Law & Order: Special Victims Unit) - serie TV, episodio 19x01 (2017)
- Stargirl - serie TV (2020-2022)

### Doppiatrice
- Robot Chicken - serie TV, 7 episodi (2005-2011) - Vari ruoli

## Doppiatrici italiane
Nelle versioni in italiano delle opere in cui ha recitato, Amy Smart è stata doppiata da:
- Federica De Bortoli in Felicity, Scrubs - Medici ai primi ferri (st. 2), La battaglia di Shaker Heights, Stargirl
- Alessia Amendola in Just Friends - Solo amici, The Butterfly Effect, Shameless
- Chiara Colizzi in Scrubs - Medici ai primi ferri (ep. 8x19), Non dire si
- Ilaria Latini in Varsity Blues, Campfire Tales - Racconti del terrore
- Rossella Acerbo in Crank, Crank: High Voltage
- Eleonora De Angelis in Interstate 60, Rat Race
- Beatrice Margiotti in Blind Horizon - Attacco al potere
- Paola Majano in Law & Order - Unità vittime speciali
- Francesca Fiorentini in Riflessi di paura
- Domitilla D'Amico in Affari di famiglia
- Eleonora Reti ne La forza del campione
- Francesca Manicone in Starsky & Hutch
- Valentina Mari in Road Trip